# Сноррі Гергілл Крістіанссон
Сноррі Крістіанссон (нар. 1974, Рейк'явік) — письменник ісландського походження. 

## З біографії
У 1983 році його родина переїхала до Норвегії, де він прожив сім років. З 2005 року Сноррі живе зі своєю дружиною Мораг Худ у Сполученому Королівстві, а саме в Единбурзі.
«Мечі добрих людей», фентезійний роман про вікінгів, є його першим романом, що вийшов у світ у 2013 році, і першою частиною саги Вальгалла. Друга частина саги називається Blood Will Follow, а третя частина Path of the Gods. Відтоді він опублікував дві книги в серії Helga Finnsdottir, Kin and Council.
2010 року здобув ступінь бакалавра англійської мови в Університеті Ісландії. Його дисертація стосувалася редагування роману, підкріпленого двома 300-сторінковими рукописами книги, яка згодом стане Swords of Good Men. До цього він вивчав драматургію в Лондонській академії музики та драматичного мистецтва.

## Романи
- Мечі добрих людей (2013), книга 1 саги Вальгалла. Опубліковано Jo Fletcher Books[6] у Великій Британії та Quercus Books у США.
- Польється кров (2014), книга 2 саги Вальгалла. Опубліковано Jo Fletcher Books у Великій Британії та Quercus Books у США.
- Шлях богів (2015), книга 3 саги Вальгалла. Опубліковано Jo Fletcher Books у Великій Британії та Quercus Books у США.[7]
- Кін (2018), книга 1 серії Гельга Фінсдоттір. Опубліковано Jo Fletcher Books у Великій Британії[8]
- Рада (2019), книга 2 із серії Гельга Фінсдоттір. Опубліковано Jo Fletcher Books у Великій Британії[9]